# گابی گارتون
گابی گارتون (انگلیسی: Gaby Garton؛ زادهٔ ۲۷ مهٔ ۱۹۹۰) بازیکن فوتبال اهل آرژانتین است.
از باشگاه‌هایی که در آن بازی کرده‌است می‌توان به اشاره کرد.
وی همچنین در تیم ملی فوتبال زنان آرژانتین بازی کرده‌است.